# ليبرداد
ليبرداد (بالبرتغالية: Liberdade‏)؛ بلدية في ولاية ميناس جيرايس في المنطقة الجنوبية الشرقية من البرازيل.